# Sintra
Sintra is een plaats en gemeente in het Portugese district Lissabon.
De gemeente heeft een totale oppervlakte van 319 km² en telde 385.606 inwoners in 2021. De gemeente telt 11  freguesias. Tot de freguesia Colares behoort onder meer Azóia, het meest westelijke dorp van het Europese vasteland.

## Geschiedenis
De naam Sintra is afgeleid van het Keltische woord Cynthia, dat Maan betekent. Rond 300 v.Chr. stond in dit gebied een Keltische maantempel. Sintra is gelegen aan de voet van het Sintragebergte.
Toen de Moren het gebied in de 8e eeuw innamen, noemden zij de streek Chintra of Zintira. In 1147, na de verovering van Lissabon gaf het garnizoen in het kasteel Castelo dos Mouros zich over aan de troepen van koning Alfons I van Portugal.

## Monumenten
In de omgeving is een aantal paleizen en kastelen te vinden:
- Het Paleis van Queluz, de vroegere zomerresidentie van de Portugese koningen, een paleis uit de 14e en de 16e eeuw.
- Kerk uit de 13e eeuw.
- Boven de stad het paleis Palácio da Pena (1840-1850), gebouwd rond een klooster uit de 16e eeuw.
- Het Castelo dos Mouros (Morenkasteel) uit de 7e en 8e eeuw.
- Het Paleis van Sintra.
- Quinta da Regaleira
- Paleis van Monserrate
- Convento dos Capuchos, klooster uit de 16e eeuw.

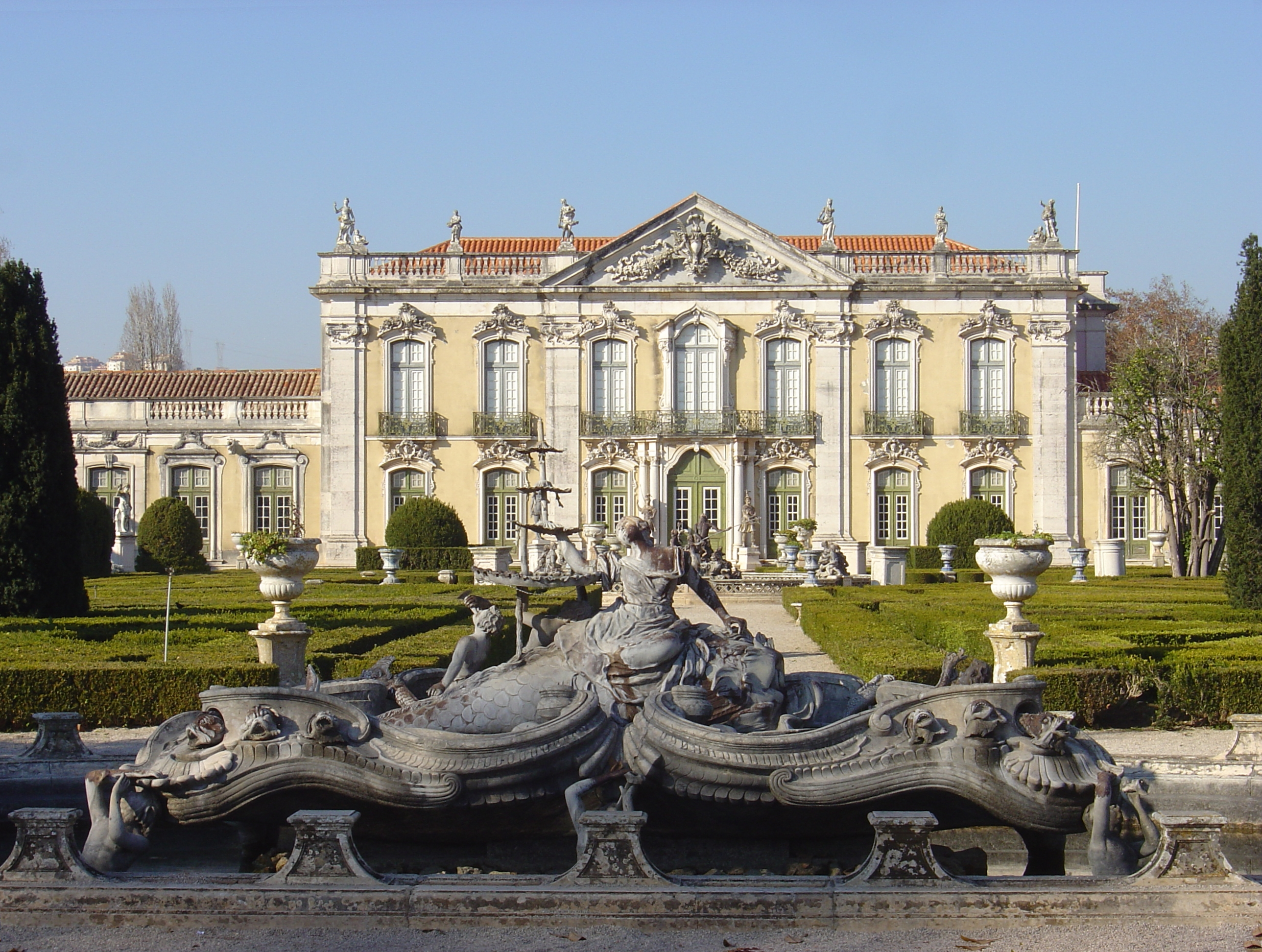
Paleis van Queluz
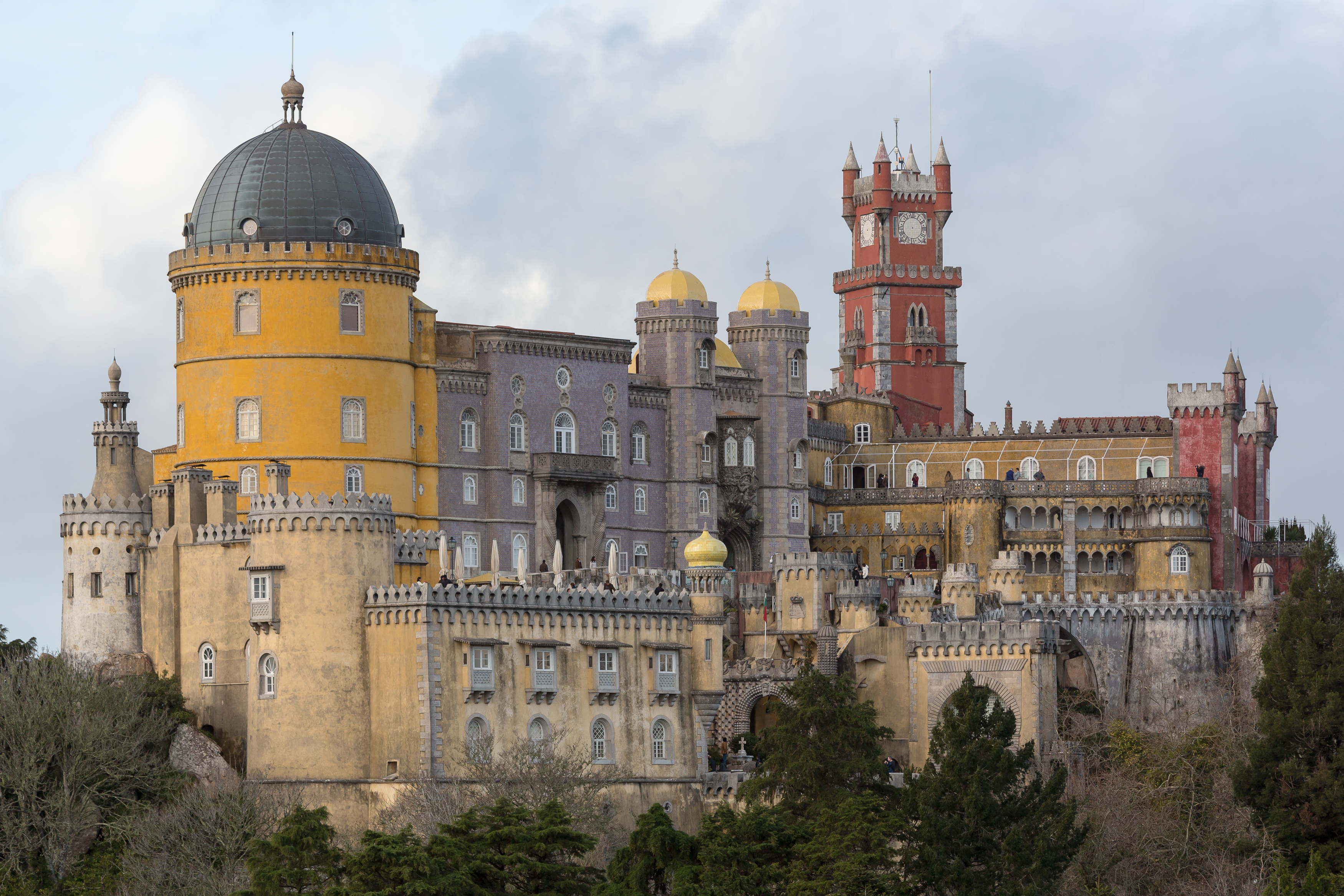
Paleis Palácio da Pena

## Deelgemeenten (freguesias)
Tot 2013 bestonden de volgende freguesias:
- Agualva
- Algueirão - Mem Martins
- Almargem do Bispo
- Belas
- Cacém
- Casal de Cambra
- Colares
- Massamá
- Mira-Sintra
- Monte Abraão
- Montelavar
- Pêro Pinheiro
- Queluz
- Rio de Mouro
- Santa Maria e São Miguel (Sintra)
- São João das Lampas
- São Marcos
- São Martinho
- São Pedro de Penaferrim
- Terrugem

Met de administrative reorganisatie van 2013 bestaan nog de volgende freguesias:
- Agualva e Mira-Sintra
- Algueirão - Mem Martins
- Almargem do Bispo, Pero Pinheiro e Montelavar
- Cacém e São Marcos
- Casal de Cambra
- Colares
- Massamá e Monte Abraão
- Rio de Mouro
- Queluz e Belas
- São João das Lampas e Terrugem
- Sintra

## Stedenband
- Honolulu (Verenigde Staten)

## Bekende inwoners van Sintra

### Geboren
- Alfons V van Portugal (1432-1481), koning van Portugal
- Peter I van Brazilië (Queluz, 1798-1834), keizer van Brazilië en koning van Portugal
- Marco Caneira (1979), voetballer
- Nuno Mendes (2002), voetballer

### Overleden
- Alfons VI van Portugal (1643-1683), koning van Portugal
- Joost Peter van Aerssen Beijeren van Voshol (1817-1857), Nederlands kapitein, minister-resident en kamerheer

Wijnstreek Alto Douro · Stadscentrum van Angra do Heroismo op de Azoren · Klooster van Batalha · Convent van Christus in Tomar · Cultuurlandschap van Sintra · Historisch centrum van Évora · Historisch centrum van Guimarães · Landschap van de wijncultuur op het eiland Pico · Laurisilva van Madeira · Klooster van Alcobaça · Hiëronymietenklooster en toren van Belém in Lissabon · Historisch centrum van Porto · Prehistorische rotskunst in de Côavallei · de stad Elvas en haar verdedigingswerken · Universiteit van Coimbra - Alta en Sofia · Koninklijk gebouw van Mafra: paleis, basiliek, klooster, Cerco-tuin en jachtpark (Tapada) · Bom Jesus do Monte-heiligdom in Braga
- Bibliothèque nationale de France: cb12356009j (data)
- Gemeinsame Normdatei: 4297825-7
- Library of Congress Control Number: n84190492
- MusicBrainz: 174200f1-251f-47cf-a300-fa4c6efaabd4
- Nationale Bibliotheek van Tsjechië: ge390959
- Système universitaire de documentation: 060748664
- Virtual International Authority File: 138429597